# Konstanty de Lazari
Konstanty de Lazari (ros. Константин Николаевич Де Лазари, ur. 5 marca 1869 w Krzemieńczuku, zm. 1 listopada 1930 w Łodzi) – polski fotograf i urzędnik pochodzenia rosyjskiego.

## Życiorys
Rodzina de Lazari wywodzi się od Dmitriosa de Lazari (1755–1803) pochodzącego z wówczas weneckiej kolonii – Zakintos, który przyłączył się do Pułku Greckiego Grigorija Potiomkina w 1770 i po wojnie z Turcją zamieszkał na Krymie. Był on pradziadkiem Konstantego de Lazari. Ojcem Konstantego był generał Nikołaj Nikołajewicz de Lazari (1834-1901), który służył w Polsce, m.in. Grójcu i Radomiu, gdzie wychowywał również swoje dzieci – Konstantego, jego brata Aleksandra de Lazari, późniejszego generała armii rosyjskiej i 4 siostry. Jego matką zaś Aleksandra z domu Engelgardt.
Konstanty de Lazari urodził się w Krzemieńczuku 5 marca 1869. Uczył się w Połockim Korpusie Kadetów, a następnie w Elizawetgradziej Szkole Kawalerii. W 1886 wstąpił do 40 Pułku Małorosyjskiego, gdzie w 1897 został awansowany na podoficera, a w 1889 do stopnia korneta. W 1891 przeszedł do rezerwy, a w 1892 został urzędnikiem do specjalnych poruczeń w Erywaniu. Następnie w 1894 został pomocnikiem naczelnika w Kokczetawi, a w 1896 naczelnikiem powiatu w Lepsinsku i został odznaczony Orderem św. Stanisława III stopnia, a także Medalem „Pamięci panowania cesarza Aleksandra III”.
W 1898 ojciec Konstantego zakończył służbę w wojsku i przeszedł na emeryturę, przenosząc się do majątku córki w Rudłowie koło wsi Dubosiszcze na Smoleńszczyźnie. Wraz z nim do Rudłowa przeniósł się Konstanty de Lazari, który w 1899 został sędzią pokoju w Telszach, a następnie w 1903 komisarzem do spraw włościańskich w Radomsku, zaś w 1914 prezesem gubernialnej komisji do spraw włościańskich w Lublinie. Po wybuchu I wojny światowej Konstanty de Lazari został sekretarzem Aleksandra Guczkowa – pełnomocnika Czerwonego Krzyża, a w latach 1915–1916 był sekretarzem Stepana Bieleckiego – wiceministra spraw wewnętrznych Imperium Rosyjskiego.
Według akt załączonych do dokumentacji złożonej w celu uzyskania polskiego obywatelstwa, w latach 1918–1919 Konstanty de Lazari pracował jako urzędnik kancelaryjny oraz buchalter rolniczy, a także przez pewien okres przebywał w areszcie. W 1921 rozpoczął starania o wyjazd z rodziną z Rosji do Polski jako uchodźca. Ze względu na posiadany majątek ziemski w Żuchowicach, paszport wydany przez gubernatora guberni piotrkowskiej w 1904, wskazanie Radomska jako miejsca zamieszkania przed rewolucją październikową, znalazł się z rodziną na imiennej liście uchodźców. 28 czerwca 1922 został pozbawiony rosyjskiego obywatelstwa, natomiast obywatelstwo polskie uzyskał 26 kwietnia 1923. W 1924 przeniósł się wraz z rodziną z Radomska do Łodzi, gdzie podjął pracę w Urzędzie Skarbowym. Początkowo mieszkał przy parku Helenów, a następnie przy ul. Skarbowej 10 w Łodzi. Zmarł 1 listopada 1930 w Łodzi, gdzie został pochowany w części prawosławnej Starego Cmentarza.
Z zamiłowania był fotografem, przebywając w Kazachstanie fotografował mieszkańców regionu, dokumentując ich tradycje i zwyczaje, jednocześnie współpracując z pracownikami Kunstkamery w Petersburgu i przesyłał im swoje prace. Ponadto wiele podróżował – odwiedził Włochy, Niemcy i Grecję, w każdym z tych państw dokumentował życie i zwyczaje ludności. Wystawy fotografii autorstwa Konstantego de Lazari odbywały się m.in. w Urzędzie Miasta Łodzi (wystawa pt. „Kirgizi i Kazachowie końca XIX wieku”) w 2006, a także zorganizowane przez polską ambasadę w latach 2009–2010 w miastach na terenie Kazachstanu (m.in. w Astanie). Jego prace ponadto znajdują się w Kunstkamerze w Petersburgu oraz w Muzeum Kinematografii w Łodzi.
Konstanty de Lazari był dwukrotnie żonaty. Z pierwszą żoną Walentyną Dylewą miał córkę – Aleksandrę (1900–1988), aktorkę teatralną. De Lazari rozwiódł się z pierwszą żoną w 1919. W tym samym roku poślubił Natalię Podriezową (1897–1957), z którą miał trzy córki:
- Irenę (1919–1992), matkę politologa – Andrzeja de Lazari, ojca filozofki – Katarzyny de Lazari-Radek,
- Iję Lazari-Pawłowską (1921–1994) – filozofkę i etyczkę,
- Ludmiłę (1924–1997)[2].